# Tuburan (Basilan)
Tuburan ist eine philippinische Stadtgemeinde in der Provinz Basilan.
Im Jahre 2006 wurden auf dem Gebiet der Stadtgemeinde Tuburan die Stadtgemeinden Akbar I. und Hadji Mohammad Ajul neu gegründet. Dadurch verringerte sich die Zahl der Baranggays von 30 auf zehn. Tuburan hat 20.207 Einwohner (Zensus 1. August 2015).

## Baranggays
Tuburan ist politisch unterteilt in zehn Baranggays.
- Lahi-lahi
- Sinulatan
- Bohetambis
- Duga-a
- Mahawid
- Lower Sinangkapan
- Tablas Usew
- Calut
- Katipunan
- Lower Tablas